# Herzog-Georg-Trinkhalle

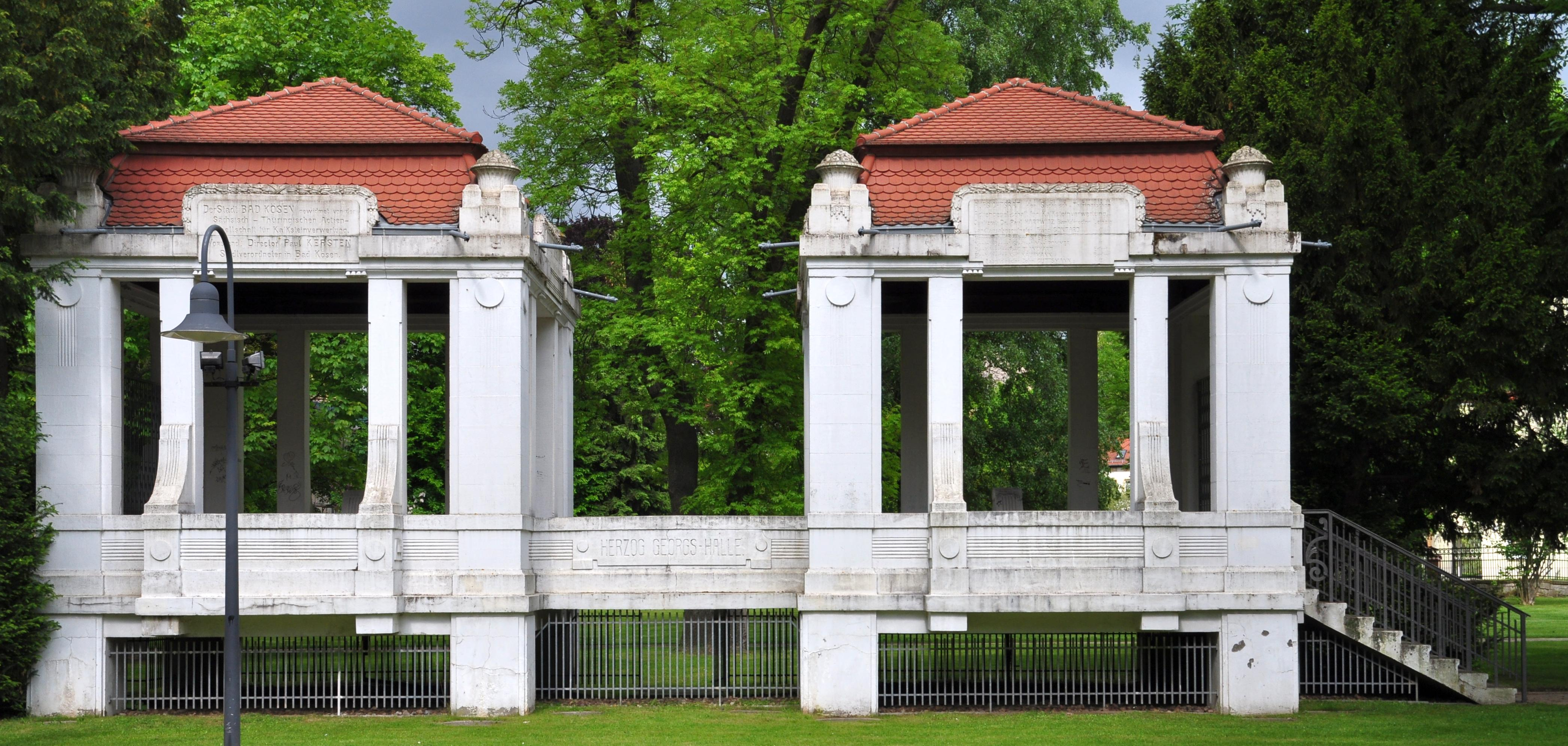
Herzog-Georg-Halle

Die Herzog-Georg-Trinkhalle (auch Herzog-Georgs-Halle) im Kurpark Bad Kösen ist Bestandteil der Kuranlage.

## Geschichte
Die Herzog-Georg-Halle ist das Brunnenhaus der Johannis- und Mühlquelle im Kurpark. Das Gebäude mit Mansarddach wurde 1909 von dem Leipziger Baumeister Eduard Steyer im Jugendstil errichtet und erinnert an barocke Pavillons. Beteiligt war zudem der königlich sächsische Baurat Max Pommer. Die beiden Baukörper sind über kleine Treppen zu erreichen. Im Innern einer jeden Hälfte des Brunnenhauses befindet sich ein Wandbrunnen für das trinkbare Heilwasser, die Sole. Diese Brunnen speisten sich aus der 1868 entdeckten Johannisquelle und dem 1725 entdeckten Kösener Mühlbrunnen. Über den Eingängen ist der Name der jeweiligen Quelle an den Architraven zu lesen. Sie werden aber heute nicht mehr für die Speisung der Brunnen genutzt.
Im Mai 1910 wurde die Herzog-Georg Trinkhalle im unteren Kurpark eingeweiht und ist mit ihrer besonderen Architektur auch noch heute ein besonderer Blickfang der Parkstraße. Die Trinkhalle war ein Geschenk der Sächsisch-Thüringischen Aktiengesellschaft für Kalksteinverwertung an die Stadt Bad Kösen. Das Material wurde in den Steinbrüchen des nahe gelegenen Freiroda abgebaut, welches zum Herzogtum Sachsen-Meiningen gehört hatte. Damit wurde Herzog Georg von Sachsen-Meiningen zum Namensgeber der Trinkhalle. Im Jahr 2020 erfuhr die Trinkhalle eine umfangreiche Sanierung und zeigt sich seitdem in strahlendem Weiß. Sie dient nun wieder ihrem ursprünglichen Zweck. Es ist nicht die einzige Trinkhalle der Kuranlage. Eine weitere befindet sich im unweit gelegenen Kurmittelhaus.
Die Trinkhalle steht unter Denkmalschutz und ist in der Denkmalliste Naumburgs eingetragen. Sie ist mit der Erfassungsnummer 094 83210 als Bauwerk im Denkmalverzeichnis von Sachsen-Anhalt registriert.